# I dur och skur
I dur och skur är en svensk komedifilm från 1953 i regi av debutanten Stig Olin. I huvudrollerna ses Povel Ramel och Alice Babs.

## Handling
Revyartisten och schlagerförfattaren Stig "Sid" Hassler (Povel Ramel) har bekymmer. Han kan nämligen inte få inspiration till nya nummer. Men en dag upptäcker han den sångbegåvade barnsköterskan Greta Norman (Alice Babs)

## Om filmen
Filmen hade premiär den 22 maj 1953 på biograf Astoria vid Nybroplan i Stockholm. I dur och skur har visats i Sveriges Television, bland annat 2006, 2008, 2011, 2018, i september 2020 och i maj 2022.

## Rollista (i urval)
Källa: 
- Povel Ramel – Stig "Sid" Hassler, teaterdirektör
- Alice Babs – Greta Norman, sångbegåvad ung flicka
- Sven Lindberg – Peter, reklamchef på Sids teater
- Yvonne Lombard – Ulla Berg, Sids väninna
- Martin Ljung – gonggongatlet, nödlandad pilot, varuhusexpedit, skräddare, elefantbetesborstare på Naturhistoriska riksmuseet, rörmokare, glasförsäkringsagent
- Sigge Fürst – Oskar Berg, Ullas man
- Siv Ericks – receptionist och sekreterare på Sids kontor
- Carl-Gunnar Wingård – godsägare
- Dagmar Ebbesen – Berta, godsägarens husföreståndarinna
- Torsten Lilliecrona – Sids regissör
- Olof Thunberg – Ström, Sids dekoratör
- Mille Schmidt – brevbäraren i sångnumret
- Gunwer Bergkvist – hembiträdet Maj i sångnumret
- Simon Brehm – basist och sångare
- Flickery Flies – musikgrupp

## Utgivning
I dur och skur gavs ut 1994 på VHS av Swedish Film i serien Svenska Klassiker, som volym 2. Den gavs ut på DVD 2008, 2014 och 2015.